# Monumento a Ludovico Ariosto
Il monumento a Ludovico Ariosto di Ferrara, situato al centro di piazza Ariostea, fu innalzato nel 1833 per celebrare Ludovico Ariosto. La statua del poeta poggia su una colonna di epoca rinascimentale che nel corso dei secoli ospitò altre opere.

## Storia

### Progetto originario

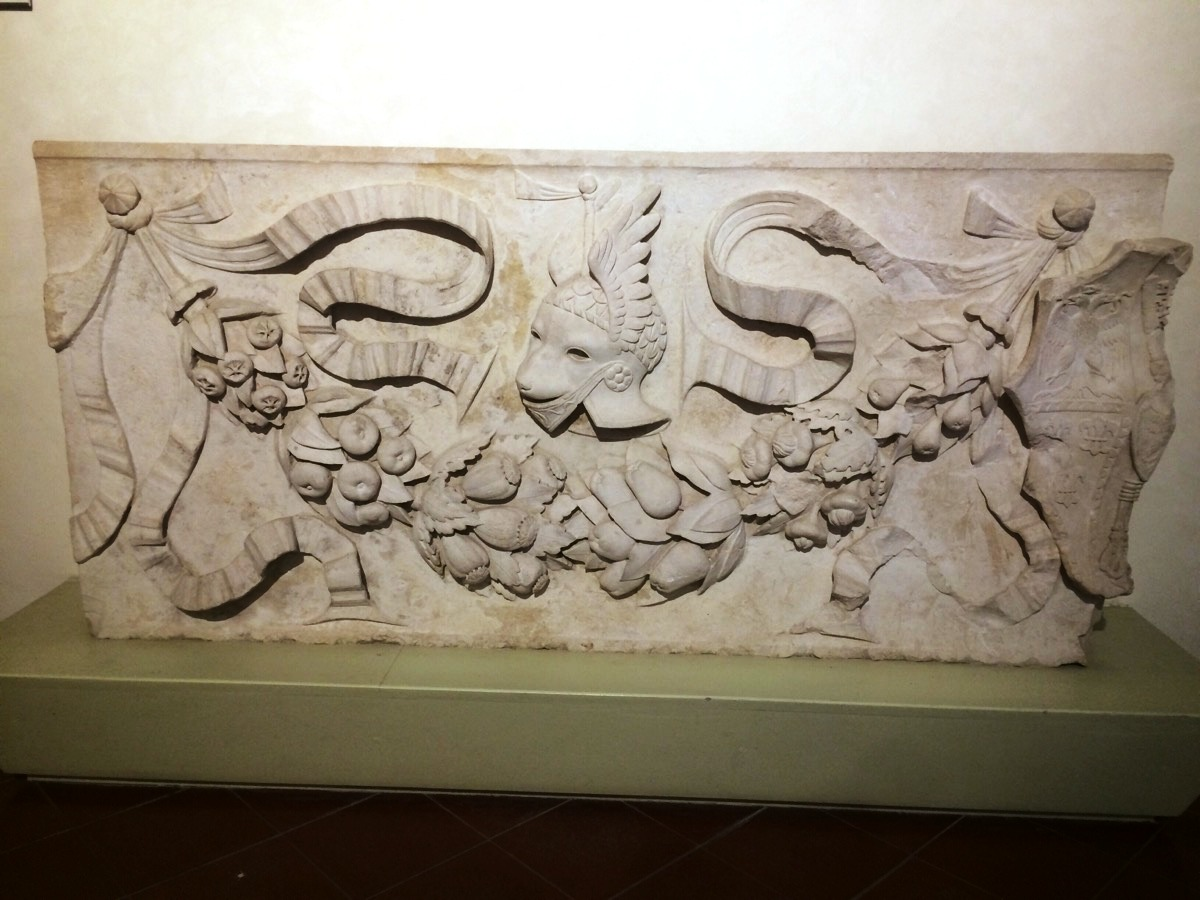
Anonimo italiano, Bassorilievo a festone per Ercole I d'Este, ultimo quarto del XV sec., Ferrara, Museo di Casa Romei.

Nel 1494 il duca di Ferrara Ercole I d'Este, intento a realizzare l'ampliamento urbanistico della città noto come Addizione Erculea, acquistò un casale da convertire a vasto quadrilatero verde che prese il nome piazza Nova. Al centro della piazza il Duca pianificò di innalzare due grandi colonne di marmo veronese, le quali, sostenute da un architrave e collocate su una base a gradoni con scomparti, avrebbero fatto da sostegno alla propria statua equestre in bronzo. L'opera avrebbe dovuto essere realizzata dal fonditore fiorentino Nicolò di Giovanni Baroncelli su disegno di Ercole Grandi e Domenico Panetti.
Il trasporto delle colonne era previsto per via fluviale lungo il Po, tramite zattere che dalle cave di Verona avrebbero raggiunto la destinazione finale. Quasi al termine del viaggio, il 4 maggio 1499, una delle due colonne cadde nelle acque del fiume e non fu possibile recuperarla. L'altra colonna venne portata nella piazza dove rimase a lungo abbandonata ed il monumento a Ercole I non fu mai completato. A testimonianza delle intenzioni di iniziare i lavori resta un festone marmoreo previsto per la decorazione del basamento, rinvenuto nel 1933 durante i lavori di sterro della piazza per preparare le rinnovate celebrazioni del Palio di Ferrara, volute da Italo Balbo e Renzo Ravenna. Queste decorazioni marmoree sono conservate presso il Museo di Casa Romei di Ferrara.

### Innalzamento della colonna
La colonna era ancora a terra quando si registrò il terremotodel 17 novembre 1570, che oltre a causare numerose vittime, provocò ingenti danni alle infrastrutture cittadine. 
Nell'ottobre 1638, quando Ferrara era già sotto il dominio dello Stato Pontificio, la colonna, che ancora giaceva a terra, subì gravi danni a causa di un incendio divampato dalle cataste di legno che erano state collocate nei pressi in occasione della festa per l’incoronazione della Beata Vergine del Rosario.
Per correggere le "scheggiature" provocate dall'incidente si pensò di modificare la forma della colonna da quadrata a cilindrica e, lungo tutto il fusto, fu scolpita a bassorilievo una decorazione a tralcio di quercia per opera del comacchiese Cesare Mezzogori. Il 21 giugno 1675 la colonna venne definitivamente installata sul plinto su cui ancora poggia.

### Statua di Papa Alessandro VII

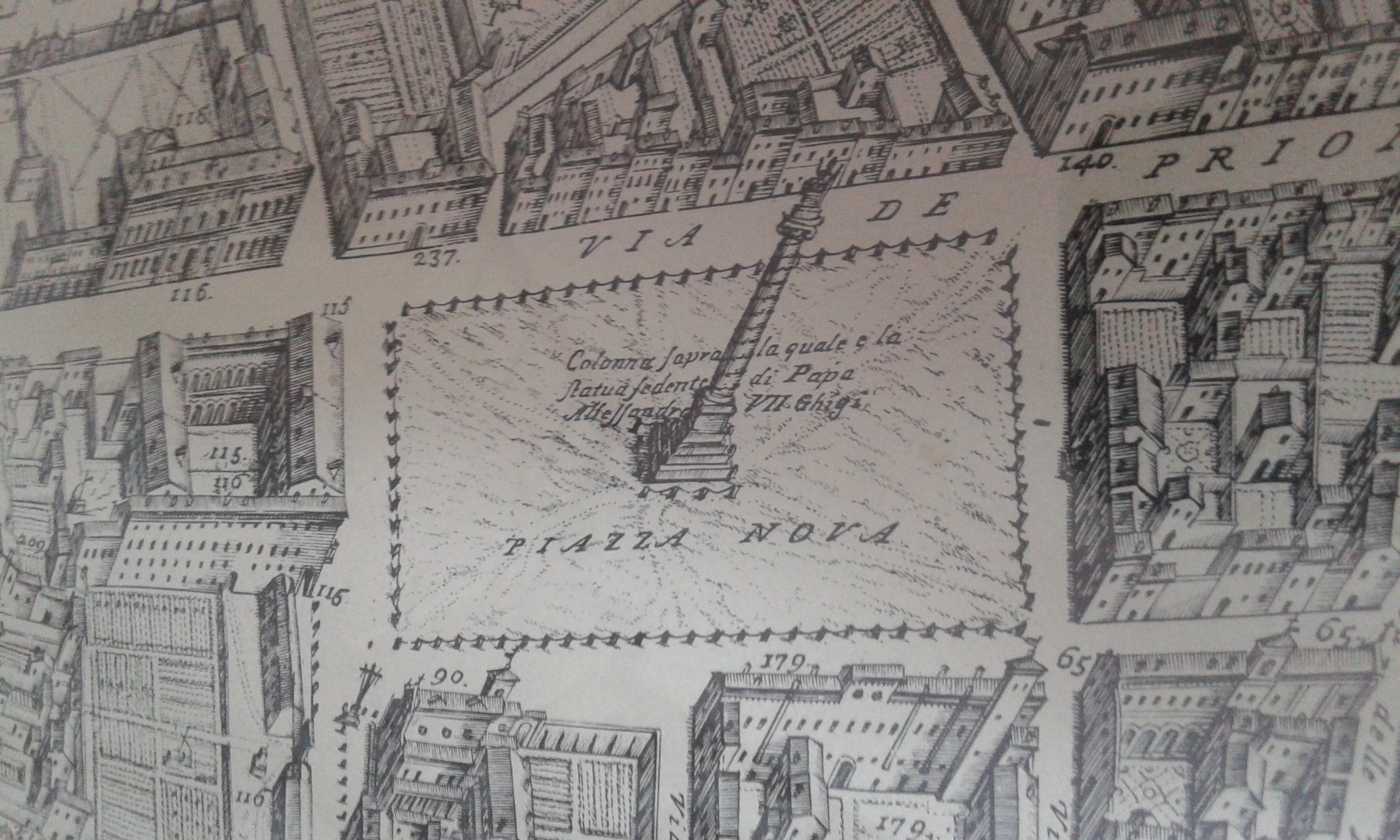
Andrea Bolzoni, Piazza Nova, particolare di Pianta ed alzato della città di Ferrara, 1747, Ferrara, Biblioteca Comunale.

Nel giugno del 1675, su commissione dell’architetto Luca Danese, sul capitello venne accolta la statua in bronzo del pontefice Alessandro VII (precedentemente eretta nell'attuale Piazza Trento e Trieste), in sede gestatoria, con il manto e il triregno. Una riproduzione della piazza con la statua papale si trova in un alzato, datato 1747, del famoso incisore ferrarese Andrea Bolzoni.

### Statua della Libertà
Nel 1796 con l’arrivo delle armate repubblicane francesi in città, la statua di Alessandro VII fu abbattuta e di lei non restano reperti. Al suo posto fu eretta una Statua della Libertà realizzata in gesso da Luigi Turchi e inaugurata il 20 ottobre 1796 alla presenza del generale Napoleone Bonaparte e le autorità civili e militari della Repubblica Cisalpina.
Durante la Rivoluzione francese (1789-1799) la città fu assediata dagli austriaci, i quali distrussero la Statua della Libertà proclamando la legge statuaria. Anche di questa opera, dunque, non restò nulla.

### Statua di Napoleone I

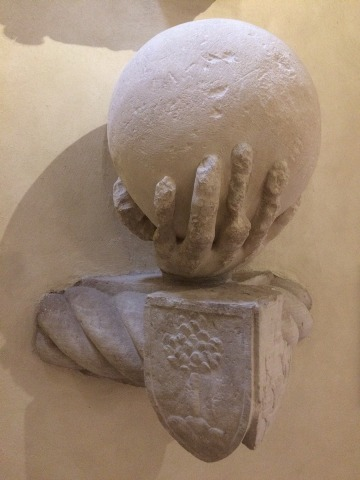
Giacomo De Maria, Mano reggente il globo, 1810, Ferrara, Museo di Casa Romei

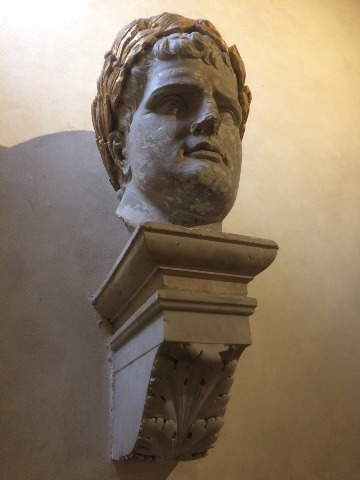
Giacomo De Maria, Ritratto di Napoleone I, 1810, Ferrara, Museo di Casa Romei.

La colonna rimase priva di figure rappresentative fino al 31 maggio 1810, quando i soldati francesi tornarono trionfanti dalla Battaglia di Austerlitz (1805). Il Municipio decise allora di elevare una nuova statua colossale, scolpita in marmo dallo scultore bolognese Giacomo De Maria, che raffigurava l’Imperatore Napoleone I coronato di alloro dorato e reggente in una mano lo scettro e nell'altra il globo. Da allora la piazza, dotata di una doppia fila di alberi donati dal Principe Eugenio Beauharnais, prese il nome di Piazza Napoleone. In seguito alla caduta dell’Impero e la conquista di Ferrara da parte degli austriaci, le autorità locali fecero abbattere la statua imperiale il 14 maggio 1814, dopo soli quattro anni dalla sua installazione. Della scultura sopravvissero la testa di Napoleone e la mano reggente il globo, oggi conservate al Museo di Casa Romei di Ferrara.

## Statua di Ludovico Ariosto

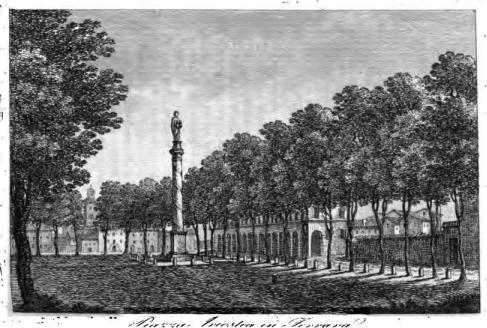
Incisore anonimo, Veduta di Piazza Ariostea, in Francesco Avventi, 1838.

A seguito dei numerosi mutamenti ai quali il monumento fu sottoposto nel tempo nel XIX secolo si pensò di dare una definitiva sistemazione alla piazza. Venne deciso di dedicare a Ludovico Ariosto l'antica piazza Nuova e di far sormontare la colonna da una statua che fu commissionata ai fratelli Vidoni su disegno di Saraceni. Questa fu sistemata il 23 novembre 1833 alla presenza di Leopoldo Cicognara e delle autorità civili e militari e da quel momento la piazza fu denominata Piazza Ariostea.

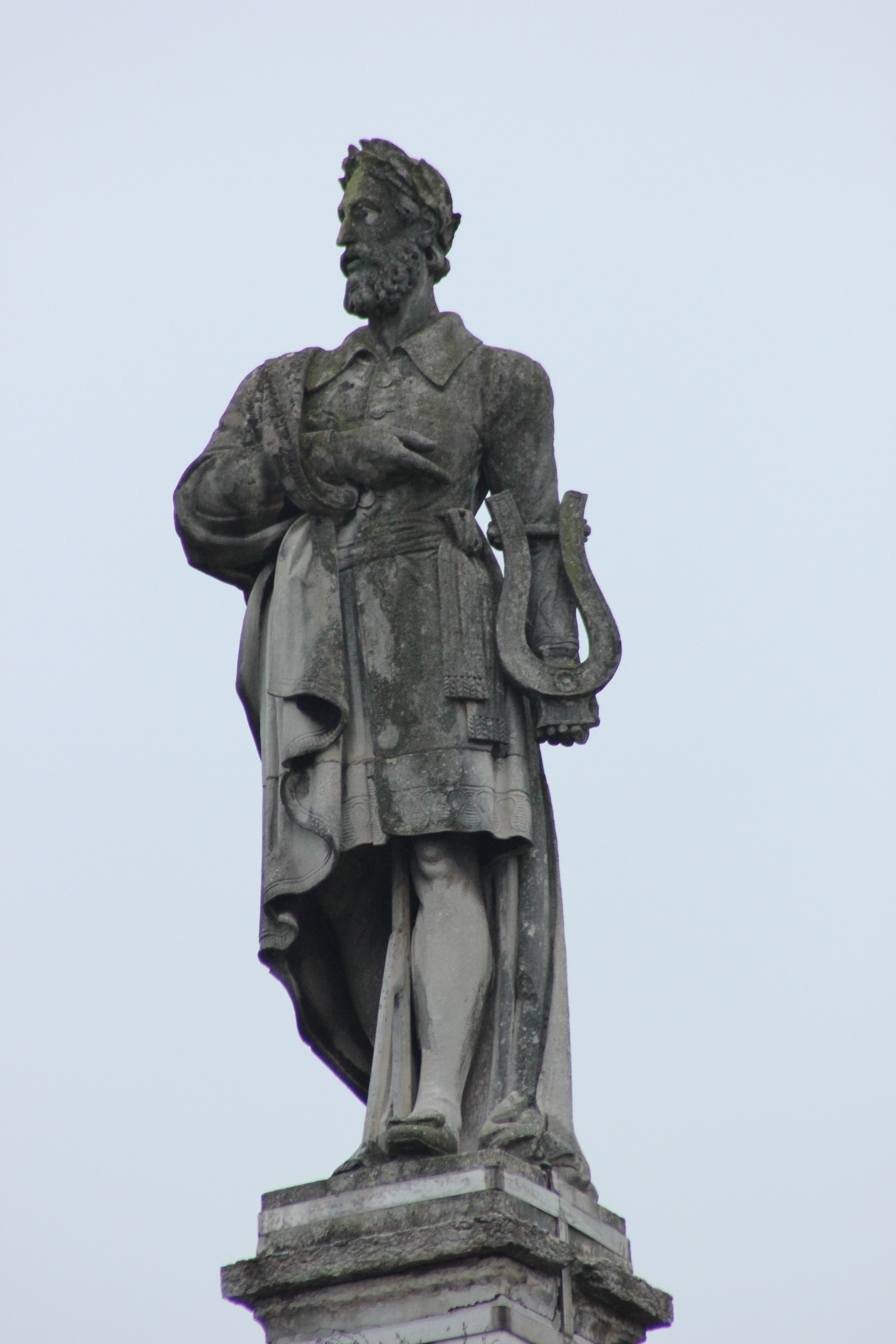
Statua di Ludovico Ariosto, dettaglio, 2016.

### Restauro
Il 25 giugno 1879 a causa di intemperie la statua dell’Ariosto fu danneggiata nella parte superiore del busto, in particolare riportarono lesioni la cetra e l’avambraccio che la reggeva. Il sindaco della città e i consiglieri avviarono il 25 febbraio 1881 un progetto di restauro della statua, commissionato allo scultore ferrarese Ambrogio Zuffi. La statua fu perfezionata e ricollocata nella piazza il 30 agosto 1881. Da allora la piazza divenne luogo di feste ed eventi cittadini, tra cui il famoso Palio di Ferrara, che si disputa l'ultima domenica di maggio.

### Descrizione
Il plinto a base quadrata reca l'iscrizione A Ludovico Ariosto, La Patria. Su questo si innalza una colonna pseudotortile decorata con racemi di quercia. Il capitello è in parte ionico con foglie d’acanto tipiche del corinzio. Al centro dei quattro lati campeggia l’antico stemma comunale. Lo stemma ha un'arma troncata con quadrettatura superiore ed il suo utilizzo risale all'epoca comunale, poi ripreso dagli estensi con i simboli ducali di Ferrara. 
Alla sommità della colonna poggia la statua di Ludovico Ariosto.
Il poeta, coronato da lauro, è rappresentato a figura intera in abiti di foggia rinascimentale, mentre con sguardo solenne solleva il braccio destro a indicare la lira che regge con il sinistro disteso lungo il corpo.

### Iconografia ariostesca in scultura
Confrontando la statua del monumento ferrarese con altre opere scultoree raffiguranti l'Ariosto, si può notare come essa rispetti la tradizionale iconografia del poeta.

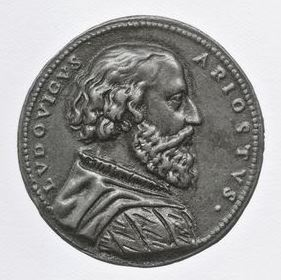
Domenico Poggini, Ritratto di Ludovico Ariosto, 1570 ca., Washington (DC), National Gallery of Art.
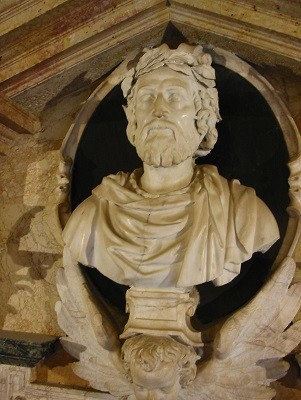
Alessandro Nani di Mantova (su progetto di G.B. Aleotti), Tomba monumentale di Ludovico Ariosto (busto), 1612, Ferrara, Biblioteca Comunale Ariostea.
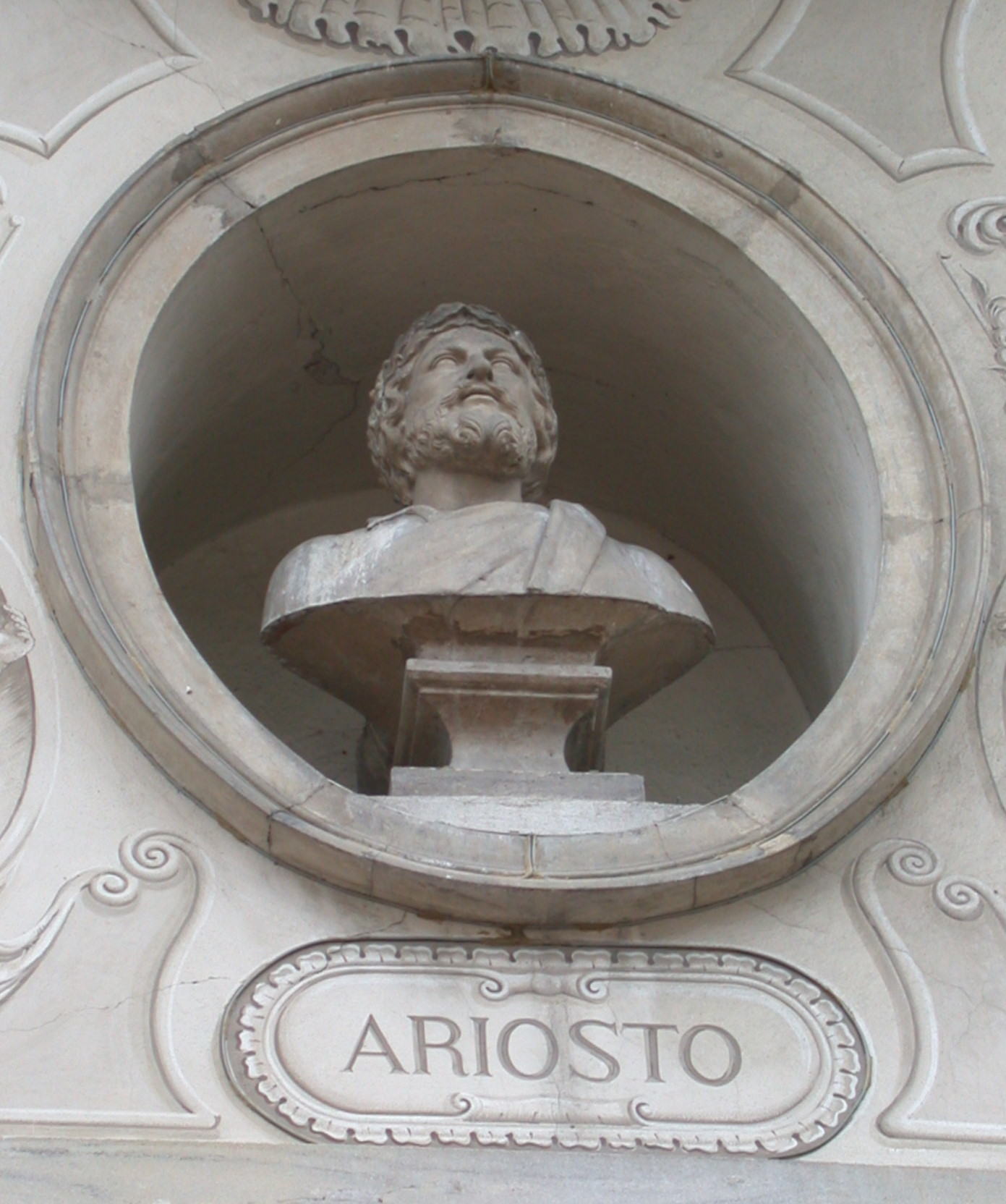
Anonimo, Busto di Ludovico Ariosto, XVIII sec., Bellinzona, Casa dell’Arciprete Chicherio (facciata).
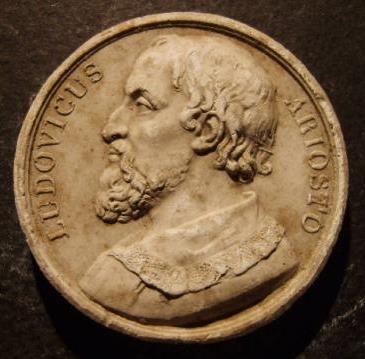
Anonimo italiano, Ritratto di Ludovico Ariosto, prima metà del XIX sec., Chiari (BS), Pinacoteca Repossi.
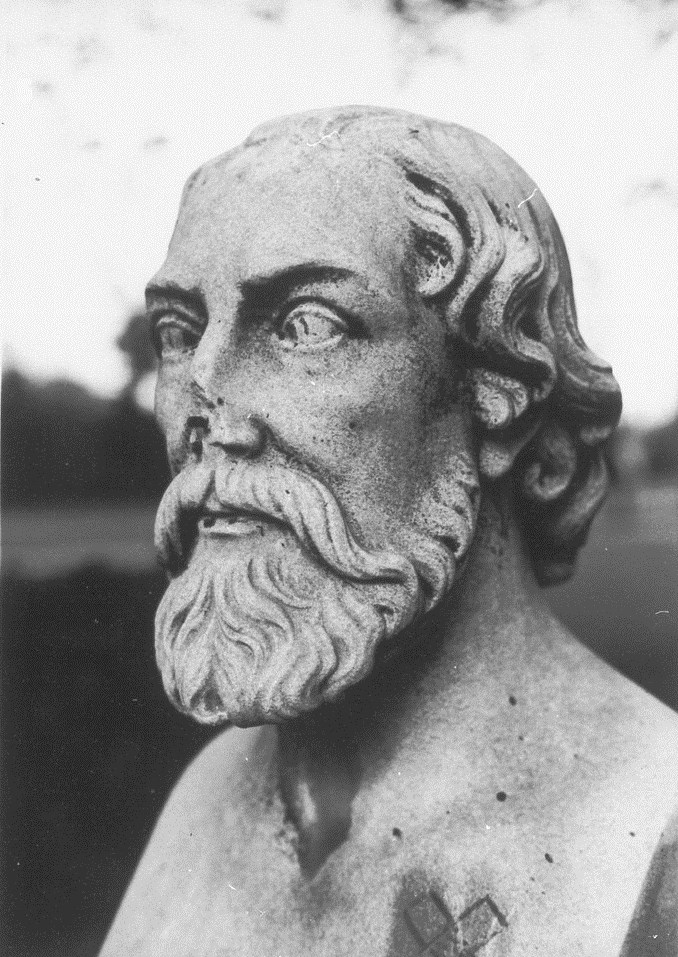
Gustav Hermann Blaeser, Portraitherme Ludovico Ariostos, 1851 ca., Potsdam, parco di Charlottenhof.
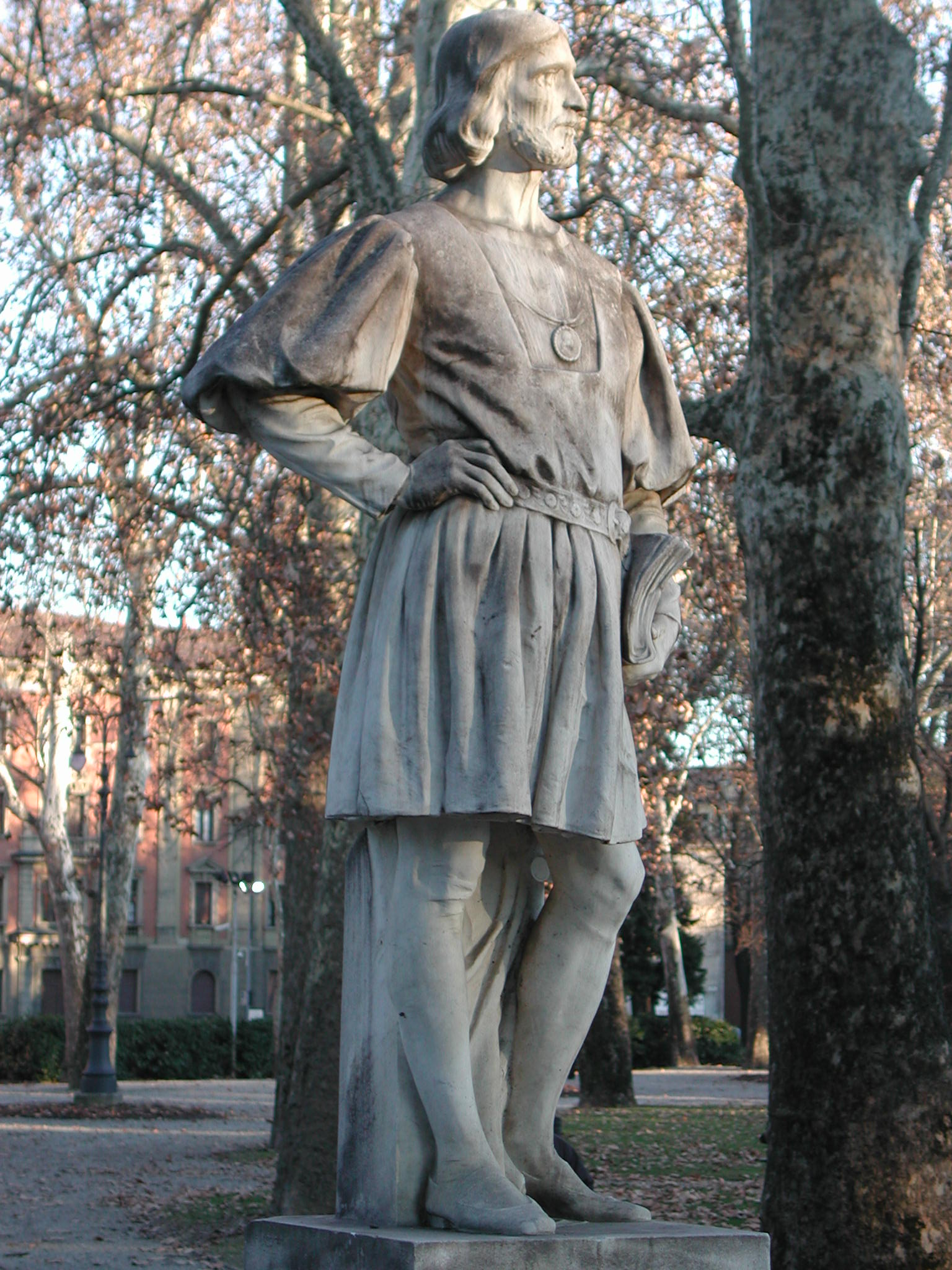
Riccardo Secchi, Ludovico Ariosto, 1916, Reggio-Emilia, Parco del Popolo.